# César Rodríguez Luna
César Rodríguez Luna es un deportista mexicano que compitió en taekwondo. Ganó dos medallas de plata en el Campeonato Mundial de Taekwondo, en los años 1982 y 1983, y una medalla de bronce en el Campeonato Panamericano de Taekwondo de 1986.

## Palmarés internacional
| Campeonato Mundial      | Campeonato Mundial     | Campeonato Mundial | Campeonato Mundial |
| Año                     | Lugar                  | Medalla            | Categoría          |
| ----------------------- | ---------------------- | ------------------ | ------------------ |
| 1982                    | Guayaquil (Ecuador)    | Medalla de plata   | –48 kg             |
| 1983                    | Copenhague (Dinamarca) | Medalla de plata   | –48 kg             |
| Campeonato Panamericano |                        |                    |                    |
| Año                     | Lugar                  | Medalla            | Categoría          |
| 1986                    | Guayaquil (Ecuador)    | Medalla de bronce  | –50 kg             |